# Contea di Inverness
La contea di Inverness è una contea della Nuova Scozia in Canada. Al 2006 contava una popolazione di 19.036 abitanti.